# W Ursae Minoris
W Ursae Minoris är en kortperiodisk förmörkelsevariabel av Algol-typ i stjärnbilden Lilla björnen. 
Stjärnan har en magnitud som varierar mellan +8,51 och +9,59 med en period på 1,7011576 dygn. 